# Myszków
Myszków város Lengyelországban, a Warta folyó mentén. 1999 óta a Sziléziai vajdasághoz tartozik, korábban a Częstochowai vajdasághoz (1975–1998); Myszkówi járás székhelye. 2004-ben 33 016 lakosa volt. Myszków történelmileg Kis-Lengyelországhoz tartozik, és a terület, ahol a város most található, Lengyelország három felosztásáig a Krakkói vajdaságbeli Lelówi járás része volt. Myszków az egyik legrégebbi lengyel vasútvonal (Varsó–Bécs) mentén helyezkedik el, és a város közelében húzódik egy másik fontos vasútvonal, a Központi vasútvonal.

## Területe
Myszków 73,59 négyzetkilométeren terül el, ebből 56% szántóterület és 22% erdő. 1925 óta egy gmina székhelye, de hivatalosan 1950-ig falu maradt, amikor városi rangot kapott. A mai Myszków több korábbi faluból, településből (Mrzygłód, Nowa Wieś, Pohulanka, Będusz, Helenówka, Myszków, Mijaczów, Ciszówka) áll, amelyek évszázadok óta léteztek. A város 280 méteres tengerszint feletti magasságban fekszik egy völgyben a Sziléziai Felföld és a Lengyel Jura között, és néhány körzete a Jura-tájpark része. Jellemző a településarchitektúrája, amely számos falu egyesülésének eredménye.

## Története
Myszków város története nagyon rövid, és 1925-re nyúlik vissza, amikor Myszków gmina létesült a Kielcei vajdaságban. 1950-ben lett város, a Myszkówi járást 1956-ban hozták létre. A második világháború után (1945. augusztus) Myszkówot Kis-Lengyelországtól Sziléziai-Dąbrowa vajdasághoz csatolták, amelyet 1950-ben Katowicei vajdaságnak neveztek át. 1975-ben Myszków Częstochowai vajdaság részévé vált, és 1983-ban a város kibővült, amikor hozzácsatolták Potasznia, Mrzygłód, Mrzygłódka, Nierada, Krwciwilk, Ręby, Łabry és Smudzówka falvakat. Ennek eredményeképpen jelenleg Myszków nagy területen fekszik – Lengyelország 139. legnépesebb városa, ám az 50. legnagyobb területű.

## Címere
Myszków már évek óta a nehézipar központja, ez tükröződik a város címerében, amely 1969-ben készült, négy fekete kéményt ábrázol, a középső kettő füstöl. A kémények előtt  Lengyelország címere, két oldalán két búzakalász, a kék szalag a Warta folyó szimbóluma.

## Egyházak, vallás
A városban 13 gyülekezet található. ebből 8 katolikus, egy adventista, 2 Jehova tanúi és egy pünkösdista.

## Nevezetességek
Idetartozik a 19. századi vasútállomás, az August Schmelzer-palota (1880-as évek) és a neogótikus Szent Szaniszló-templom (1908–1936).

## Sport
1947-ben alapították a MKS Myszków sportklubot, amelynek neve többször megváltozott (Jedność, Stal, Papiernik, Krisbut, MŻKS).

## Fordítás
Ez a szócikk részben vagy egészben  a   Myszków című angol Wikipédia-szócikk ezen változatának fordításán alapul.  Az eredeti cikk szerkesztőit annak laptörténete sorolja fel. Ez a jelzés csupán a megfogalmazás eredetét és a szerzői jogokat jelzi, nem szolgál a cikkben szereplő információk forrásmegjelöléseként.